# Discestra oregonica
Discestra oregonica är en fjärilsart som beskrevs av Augustus Radcliffe Grote 1881. Discestra oregonica ingår i släktet Discestra och familjen nattflyn. Inga underarter finns listade i Catalogue of Life.